# Xenisthmidae
Famille
Les Xenisthmidae sont une famille de poissons de l'ordre des Perciformes. 

## Liste des genres
Selon GBIF (2 mars 2024) :
- Allomicrodesmus Schultz, 1966
- Gymnoxenisthmus Gill, Bogorodsky & Mal, 2014
- Paraxenisthmus Gill & Hoese, 1993
- Rotuma Springer, 1988
- Tyson Springer, 1983
- Xenisthmus Snyder, 1908

Selon World Register of Marine Species (2 mars 2024) :
- Gymnoxenisthmus Gill, Bogorodsky & Mal, 2014
- Paraxenisthmus Gill & Hoese, 1993
- Rotuma Springer, 1988
- Tyson Springer, 1983
- Xenisthmus Snyder, 1908
  - Genres synonymes : Kraemericus, Luzoneleotris